# Nirvana (groupe britannique)
Pour les articles homonymes, voir Nirvana.
Pour le groupe homonyme, voir Nirvana (groupe).
Nirvana est un groupe britannique de pop de la fin des années 1960.

## Historique
Issu de la rencontre entre l'Irlandais Patrick Campbell-Lyons et le Grec Alex Spyropoulos, Nirvana publie son premier album, The Story of Simon Simopath, en 1967. Cet album, produit par Chris Blackwell, le fondateur d'Island Records, constitue l'un des premiers concept albums, avant S.F. Sorrow des Pretty Things (1968) et Tommy des Who (1969). Le duo Campbell-Smith / Spyropoulos est brièvement rejoint, pour la promotion de l'album, par des musiciens qui sont renvoyés quelques mois après.
Nirvana redevient un duo sur son second album, All of Us, enregistré avec des musiciens de studio (1968). Blackwell refuse de publier le troisième album du groupe, Black Flower, qui paraît finalement en mai 1970 chez Pye Records sous le titre To Markos III. Campbell-Smith et Spyropoulos se séparent l'année suivante, le premier éditant encore deux albums sous le nom de Nirvana avant d'entamer une carrière solo.
Le groupe renaît en 1985 et sort plusieurs albums comprenant d'anciens titres inédits ainsi que de nouveaux enregistrements. Orange and Blue, paru en 1996, contient notamment une reprise de Lithium, chanson écrite par Kurt Cobain, le leader du groupe de grunge homonyme Nirvana.
"Nirvana, the flower power" est une pièce de théâtre retraçant le parcours du groupe à travers le mouvement hippie. Ecrite par Joëlle Montech et Alex Spyropoulos, elle sera jouée en avril 2014 par les élèves du Lycée Franco-hellénique d'Athènes.

## Discographie
- 1967 : The Story of Simon Simopath
- 1968 : All of Us
- 1970 : To Markos III (réédité en 1987 sous le titre Black Flower)
- 1972 : Local Anaesthetic
- 1973 : Songs of Love and Praise
- 1974 : Me and My Friend (album solo de Campbell-Lyons)
- 1994 : Secret Theatre (inédits)
- 1996 : Orange and Blue
- 1997 : Chemistry (compilation)
- 2000 : Forever Changing (compilation)